# Kirrwiller
Kirrwiller település Franciaországban, Bas-Rhin megyében. Lakosainak száma 535 fő (2022. január 1.). Kirrwiller Bosselshausen, Bouxwiller, Issenhausen, Obermodern-Zutzendorf és Ringendorf községekkel határos.

## Népesség
A település népességének változása:
| Lakosok száma | 529  | 565  | 558  | 540  | 528  | 526  | 535  | 537  | 535  |
|               | 2013 | 2015 | 2016 | 2017 | 2018 | 2019 | 2020 | 2021 | 2022 |